# 西鳥取村
西鳥取村（にしとっとりむら）は、大阪府泉南郡に属していた村。現在の阪南市中部、南海本線鳥取ノ荘駅周辺にあたる。

## 歴史
- 1889年（明治22年）4月1日 - 町村制の施行により、日根郡波有手村、新村が合併して西鳥取村が発足。大字波有手に村役場を設置。
- 1896年（明治29年）4月1日 - 郡の統廃合により、所属郡が泉南郡に変更。
- 1956年（昭和31年）9月30日 - 泉南郡尾崎町・下荘村と合併して南海町が発足。同日西鳥取村廃止。
  - 南海町発足時に大字波有手を鳥取、大字新を新町に改称。

## 交通

### 鉄道路線
- 南海電気鉄道
  - 南海本線
    - 鳥取ノ荘駅

### 道路
- 大阪府道250号鳥取吉見泉佐野線（孝子越街道）
- 大阪府道752号和歌山阪南線（旧国道26号）

### 港湾
- 西鳥取漁港